# Jeff van Dyck
Jeff van Dyck (lúc đầu gọi là Jeff Dyck) là một nhà soạn nhạc trò chơi điện tử người Canada. Sinh năm 1969 và lớn lên ở Vancouver, Canada. Van Dyck là một nhà soạn nhạc tự do, đạo diễn âm thanh và nhà thiết kế âm thanh.

## Công việc
Ông bắt đầu trở nên nổi tiếng trong ngành công nghiệp âm nhạc trò chơi điện tử vào năm 1992, khi làm việc với Electronic Arts (EA) cho một số thương hiệu trò chơi thể thao, chẳng hạn như loạt game Need for Speed cùng với Kaskas Saki.
Sau thời gian làm việc cho EA, Van Dyck đã trở thành nhà soạn nhạc cho thương hiệu Total War của The Creative Assembly. Trong quá trình hợp tác với nhà phát triển game, Van Dyck đã giành được Giải thưởng Nghệ thuật Điện ảnh và Truyền hình của Học viện Anh (British Academy of Film and Television Arts Award) vào năm 2001 và nhận được một đề cử vào năm 2005. Một trong những trò chơi mà ông đã làm âm thanh khá tốt là Total War: Shogun 2: Fall of the Samurai được đề cử cho phần "Thành tựu Âm thanh" của giải thưởng phát triển vào tháng 5 năm 2012.
Năm 2014 với tư cách là giám đốc âm thanh, nhóm của ông lại một lần nữa giành được giải thưởng BAFTA cho Alien: Isolation. Van Dyck là đối tác của các nhà phát triển trò chơi độc lập Witch Beam (Assault Android Cactus) có trụ sở tại Brisbane và EarthWork Games (Forts).

## Tác phẩm
- Forts
- Hand of Fate 2
- Submerged
- Hand of Fate
- Alien: Isolation
- Assault Android Cactus
- Total War: Shogun 2: Fall of the Samurai
- Total War: Shogun 2
- Rome: Total War và hai bản mở rộng là Barbarian Invasion và Alexander
- Medieval: Total War và bản mở rộng Viking Invasion
- Medieval 2: Total War và bản mở rộng Kingdoms
- Shogun: Total War và bản mở rộng Mongol Invasion
- Spartan: Total Warrior
- Emperor: Rise of the Middle Kingdom
- Battleship – Surface Thunder
- Tiger Woods PGA Tour 2004
- The Need for Speed và Need for Speed II
- FIFA Soccer
- NHL Hockey
- AFL 99
- Missile Command
- Sled Storm
- Stormrise
- Skitchin

## Giải thưởng
- BAFTA Interactive Entertainment Award Chiến thắng hạng mục 'Tương tác | Âm nhạc năm 2001' cho Shogun Total War: Warlord Edition[1]
- BAFTA 2005 Đề cử cho Nhạc phim gốc trong trò chơi điện tử, Rome: Total War[2]